# 65-я танковая бригада
65-я   танковая Волновахская  Краснознаменная орденов Суворова и Кутузова бригада — танковая бригада Красной армии в годы Великой Отечественной войны.
Сокращённое наименование — 65  тбр.

## Формирование и организация
65-я танковая бригада была сформирована на основании Директивы № 724986сс от 09.05.1942 г. в Сталинградском АБТ центре (Сталинград). Формирование бригады проходило в период с 15 февраля по 28 мая 1942 г.
8 июня 1942 г. переброшена в район Уразово, где была включена в состав 23-го танкового корпуса Юго-Западного фронта.
20 июля 1942 г. бригада выведена из состава 23-го танкового корпуса и отправлена на доукомплектование в Сталинград, с одновременной передачей Сталинградскому фронту.
С 7 августа 1942 г. выведена на доукомплектование в Саратов, а затем в Горький и Костерево. В сентябре 1942 г. бригада включена в 1-й механизированный корпус и переведена на штаты №№ 010/240-010/248 от 06.09.1942 г.
С 23 сентября 1942 г. бригада в составе 1-го механизированного корпуса подчинена Калиниyскому фронту, где вела боевые действия в составе 41-й, и 4-й ударной армий.
С 23 марта 1943 г. бригада в составе 1-го механизированного корпуса выведена на доукомплектование в распоряжение командующего Степным ВО. С 9 июня 1943 г. бригада убыла в Тулу, где была включена в состав 11-го танкового корпуса. С 20 июня 1943 г. бригада в составе 11-го танкового корпуса передислоцирована в район Подсолнечная Московской области, где была включена в состав 4-й танковой армии.
С 22 июля 1943 г. бригада в составе 11-го танкового корпуса 4-й танковой армии прибыла на Брянский фронт.
Со 2 сентября 1943 г. бригада в составе 11-го танкового корпуса переброшена на Южный фронт, где включена в состав 28-й армии.
С 21 октября 1943 г. бригада в составе 11-го танкового корпуса выведена на доукомплектование в резерв Ставки ВГК (Харьковский ТВЛ).
С 15 февраля 1944 г. бригада в составе 11-го танкового корпуса прибыла на 1-й Украинский фронт, где была подчинена 13-й армии.
С 29 апреля 1944 г. бригада в составе 11-го танкового корпуса прибыла на 1-й Белорусский фронт, где была подчинена 47-й армии. С 19 июля 1944 г. бригада в составе 11-го танкового корпуса оперативно подчинена 8-й гв. армии. С 1 августа 1944 г. бригада в составе 11-го танкового корпуса оперативно подчинена 69-й армии. С 9 февраля 1945 г. бригада в составе 11-го танкового корпуса переподчинена 8-й гв. армии. С 14 апреля 1945 г. бригада в составе 11-го танкового корпуса подчинена 1-й гв. танковой армии. С 24 апреля 1945 г. бригада в составе 11-го танкового корпуса оперативно подчинена 5-й ударной армии. С 7 мая 1945 г. бригада в составе 11-го танкового корпуса выведена в резерв 1-го Белорусского фронта.

## Боевой и численный состав
Бригада сформирована по штатам №№ 010/345-010/352 от 15.02.1942 г.:
- Управление бригады [штат № 010/345]
- 213-й отд. танковый батальон [штат № 010/346]
- 214-й отд. танковый батальон [штат № 010/346]
- 65-й мотострелково-пулеметный батальон [штат № 010/347]
- Противотанковая батарея [штат № 010/348]
- Зенитная батарея [штат № 010/349]
- Рота управления [штат № 010/350]
- Рота технического обеспечения [штат № 010/351]
- Медико-санитарный взвод [штат № 010/352]

Директивой НКО № 1104308сс от 08.09.1942 г. переведена на штаты №№ 010/240-010/248 от 06.09.1942 г.:
- Управление бригады [штат № 010/240]

- 213-й отд. танковый батальон [штат № 010/241]
- 214-й отд. танковый батальон [штат № 010/242]
- 65-й моторизованный стрелково-пулеметный батальон [штат № 010/243]
- Истребительно-противотанковая артиллерийская батарея [штат № 010/244]
- Рота управления [штат № 010/245]
- Рота технического обеспечения [штат № 010/246]
- Медико-санитарный взвод [штат № 010/247]
- Зенитная батарея [штат № 010/248]

В 1943 г. переведена на штаты №№ 010/270-010/277 от 31.07.1942 г.:
- Управление бригады [штат № 010/270]
- 213-й отд. танковый батальон [штат № 010/271]
- 214-й отд. танковый батальон [штат № 010/272]
- 65-й моторизованный стрелковый батальон [штат № 010/273]
- Истребительно-противотанковая батарея [штат № 010/274]
- Рота управления [штат № 010/275]
- Рота технического обеспечения [штат № 010/276]
- Медико-санитарный взвод [штат № 010/277]
- Рота противотанковых ружей [штат № 010/375]
- Зенитно-пулеметная рота [штат № 010/451]

Директивой ГШ КА № орг/3/2373 от 25.04.1944 г. переведена на штаты №№ 010/500-010/506:
- Управление бригады [штат № 010/500]
- 1-й отд. танковый батальон [штат № 010/501] - до 14.12.1943 - 213-й отд. танковый батальон
- 2-й отд. танковый батальон [штат № 010/501] - до 14.12.1943 - 214-й отд. танковый батальон
- 3-й отд. танковый батальон [штат № 010/501]
- Моторизованный батальон автоматчиков [штат № 010/502]
- Зенитно-пулеметная рота [штат № 010/503]
- Рота управления [штат № 010/504]
- Рота технического обеспечения [штат № 010/505]
- Медсанвзвод [штат № 010/506]

## Подчинение
Периоды вхождения в состав Действующей армии:
- с 09.06.1942 по 21.08.1942 года.
- с 26.09.1942 по 21.03.1943 года.
- с 22.07.1943 по 29.10.1943 года.
- с 15.02.1944 по 06.04.1944 года.
- с 29.04.1944 по 09.05.1945 года.

| Дата            | Фронт (округ)                | Армия                 | Корпус                      | Дивизия | Бригада | Примечания |
| --------------- | ---------------------------- | --------------------- | --------------------------- | ------- | ------- | ---------- |
| 01.04.1942 года | Сталинградский военный округ |                       |                             |         |         |            |
| 01.05.1942 года | Сталинградский военный округ |                       |                             |         |         |            |
| 01.06.1942 года | Сталинградский военный округ |                       |                             |         |         |            |
| 01.07.1942 года | Юго-Западный фронт           | 28-я армия            |                             |         |         |            |
| 01.08.1942 года | Сталинградский фронт         |                       |                             |         |         |            |
| 01.09.1942 года | Московский военный округ     |                       |                             |         |         |            |
| 01.10.1942 года | Калининский фронт            |                       |                             |         |         |            |
| 01.11.1942 года | Калининский фронт            | 41-я армия            | 1-й механизированный корпус |         |         |            |
| 01.12.1942 года | Калининский фронт            | 41-я армия            | 1-й механизированный корпус |         |         |            |
| 01.01.1943 года | Калининский фронт            | 41-я армия            | 1-й механизированный корпус |         |         |            |
| 01.02.1943 года | Калининский фронт            | 41-я армия            | 1-й механизированный корпус |         |         |            |
| 01.03.1943 года | Калининский фронт            | 4-я Ударная армия     | 1-й механизированный корпус |         |         |            |
| 01.04.1943 года | РВГК                         |                       | 1-й механизированный корпус |         |         |            |
| 01.05.1943 года | Степной военный округ        |                       | 1-й механизированный корпус |         |         |            |
| 01.06.1943 года | Московский военный округ     |                       |                             |         |         |            |
| 01.07.1943 года | Московский военный округ     |                       | 11-й танковый корпус        |         |         |            |
| 01.08.1943 года | Брянский фронт               | 4-я танковая армия    | 11-й танковый корпус        |         |         |            |
| 01.09.1943 года | Южный фронт                  |                       | 11-й танковый корпус        |         |         |            |
| 01.10.1943 года | Южный фронт                  |                       | 11-й танковый корпус        |         |         |            |
| 01.11.1943 года | РВГК                         |                       | 11-й танковый корпус        |         |         |            |
| 01.12.1943 года | РВГК                         |                       | 11-й танковый корпус        |         |         |            |
| 01.01.1944 года | РВГК                         |                       | 11-й танковый корпус        |         |         |            |
| 01.02.1944 года | РВГК                         |                       | 11-й танковый корпус        |         |         |            |
| 01.03.1944 года | 1-й Украинский фронт         | 13-я армия            | 11-й танковый корпус        |         |         |            |
| 01.04.1944 года | 1-й Украинский фронт         | 13-я армия            | 11-й танковый корпус        |         |         |            |
| 01.05.1944 года | 1-й Белорусский фронт        |                       | 11-й танковый корпус        |         |         |            |
| 01.06.1944 года | 1-й Белорусский фронт        |                       | 11-й танковый корпус        |         |         |            |
| 01.07.1944 года | 1-й Белорусский фронт        |                       | 11-й танковый корпус        |         |         |            |
| 01.08.1944 года | 1-й Белорусский фронт        |                       | 11-й танковый корпус        |         |         |            |
| 01.09.1944 года | 1-й Белорусский фронт        | 69-я армия            | 11-й танковый корпус        |         |         |            |
| 01.10.1944 года | 1-й Белорусский фронт        | 69-я армия            | 11-й танковый корпус        |         |         |            |
| 01.11.1944 года | 1-й Белорусский фронт        | 69-я армия            | 11-й танковый корпус        |         |         |            |
| 01.12.1944 года | 1-й Белорусский фронт        | 69-я армия            | 11-й танковый корпус        |         |         |            |
| 01.01.1945 года | 1-й Белорусский фронт        | 69-я армия            | 11-й танковый корпус        |         |         |            |
| 01.02.1945 года | 1-й Белорусский фронт        |                       | 11-й танковый корпус        |         |         |            |
| 01.03.1945 года | 1-й Белорусский фронт        | 8-я гвардейская армия | 11-й танковый корпус        |         |         |            |
| 01.04.1945 года | 1-й Белорусский фронт        | 8-я гвардейская армия | 11-й танковый корпус        |         |         |            |
| 01.05.1945 года | 1-й Белорусский фронт        | 5-я ударная армия     | 11-й танковый корпус        |         |         |            |

## Командиры

### Командиры бригады
- Цинченко, Александр Васильевич, подполковник, с 05.06.1942 полковник, 03.03.1942 - 15.10.1942 года.[1]
- Шевченко Александр Иосифович , подполковник, с 11.07.1943 полковник, 20.09.1942 - 15.07.1944 года.[2]
- Павлушко Аркадий Тимофеевич, полковник, ид, 21.07.1944 - 30.09.1944 года.[3]
- Лукьянов Алексей Власович  ,полковник, 16.09.1944 - 10.06.1945 года.[4]

### Начальники штаба бригады
- Квашин Пётр Михайлович, майор, 00.03.1942 - 00.12.1942 года.[5]
- Соколов Георгий Иванович, майор, 00.12.1942 - 00.07.1944 года.[6]
- Воронин , майор, 00.07.1944 - 00.09.1944 года.[7]
- Соколов Георгий Иванович, подполковник, 00.09.1944 - 00.12.1944 года.
- Чайковский Иван Алексеевич, подполковник, 00.12.1944 - 00.04.1945 года.[8]
- Свирепкин Павел Михайлович, майор,00.04.1945 - 10.06.1945 года.[9]

### Начальник политотдела, заместитель командира по политической части
- Лысюра Григорий Трофимович, батальонный комиссар, 05.03.1942 - 11.10.1942 года
- Виноградов Валерий Павлович, майор, 11.10.1942 - 16.06.1943 года.
- Пиликин Борис Иванович, подполковник, 16.06.1943 - 24.04.1944 года.
- Мажоров Георгий Иванович, майор, с 29.08.1944 подполковник, 24.04.1944 - 07.12.1944 года.
- Пригожин Исаак Абрамович, подполковник, 07.12.1944 - 17.01.1945 года.
- Богатов Павел Михайлович, майор, 17.01.1945 - 16.07.1945 года.

## Отличившиеся воины
Герои Советского Союза:
| Награда | Ф.И.О                         | Должность                                                                    | Звание            | Дата награждения                                              | Примечания |
| ------- | ----------------------------- | ---------------------------------------------------------------------------- | ----------------- | ------------------------------------------------------------- | ---------- |
|         | Гниломёдов Иван Андреевич     | командир танкового взвода 65-й танковой бригады                              | старший лейтенант | Указ Президиума Верховного Совета СССР от 31.05.1945 года.    |            |
|         | Дёмин Николай Александрович   | командир роты механизированного батальона автоматчиков 65-й танковой бригады | лейтенант         | Указ Президиума Верховного Совета СССР от 22.08.1944 года.    | Посмертно  |
|         | Емельянов Пётр Николаевич     | командир танковой роты 65-й танковой бригады                                 | капитан           | Указ Президиума Верховного Совета СССР от 22.08.1944 года.    |            |
|         | Зинченко Сергей Филиппович    | командир танковой роты 2-го батальона 65-й танковой бригады                  | лейтенант         | Указ Президиума Верховного Совета СССР от 24.03.1945 года.    |            |
|         | Квасов Иван Иванович          | командир танковой роты 3-го танкового батальона 65-й танковой бригады        | капитан           | Указ Президиума Верховного Совета СССР от 31.05.1945 года.    | Посмертно  |
|         | Киселёв Иван Александрович    | командир танкового взвода 3-го танкового батальона 65-й танковой бригады     | старший лейтенант | Указ Президиума Верховного Совета СССР от 27.02.1945 года.    |            |
|         | Костюк Фёдор Семёнович        | командир танковой роты 65-й танковой бригады                                 | старший лейтенант | Указ Президиума Верховного Совета СССР от 31.05.1945 года.    |            |
|         | Лукьянов Алексей Власович     | командир 65-й танковой бригады                                               | полковник         | Указ Президиума Верховного Совета СССР от 06.04.1945 года.    |            |
|         | Мантуров Михаил Никонович     | механик-водитель танка 65-й танковой бригады                                 | старшина          | Указ Президиума Верховного Совета СССР от 24.03.1945 года.    |            |
|         | Орлов Михаил Фёдорович        | командир танковой роты 65-й танковой бригады                                 | старший лейтенант | Указ Президиума Верховного Совета СССР от 27.02.1945 года.    |            |
|         | Павлов Валентин Васильевич    | командир танкового батальона 65-й танковой бригады                           | капитан           | Указ Президиума Верховного Совета СССР от 24.03.1945 года.    |            |
|         | Павлушко Аркадий Тимофеевич   | командир 65-й танковой бригады                                               | полковник         | Указ Президиума Верховного Совета СССР от 06.04.1945 года.    |            |
|         | Пятакович Александр Францевич | командир танкового взвода 65-й танковой бригады                              | старший лейтенант | Указ Президиума Верховного Совета СССР от 24 марта 1945 года. |            |
|         | Свирепкин Павел Михайлович    | командир танкового батальона 65-й танковой бригады                           | майор             | Указ Президиума Верховного Совета СССР от 27.02.1945 года.    |            |
|         | Харитонов Николай Павлович    | механик-водитель танка 1-го танкового батальона 65-й танковой бригады        | старшина          | Указ Президиума Верховного Совета СССР от 24.03.1945 года.    |            |
|         | Хохлов Пётр Васильевич        | разведчик-автоматчик 65-й танковой бригады                                   | рядовой           | Указ Президиума Верховного Совета СССР от 24.03.1945 года.    |            |
|         | Шевченко Александр Иосифович  | командир 65-й танковой бригады                                               | полковник         | Указ Президиума Верховного Совета СССР от 26.09.1944 года.    |            |

### Полные кавалеры ордена Славы
| Награда | Ф.И.О                        | Должность                                                                               | Звание          | Дата награждения | Примечания |
| ------- | ---------------------------- | --------------------------------------------------------------------------------------- | --------------- | ---------------- | ---------- |
|         | Грошев Виктор Владимирович   | автоматчик разведывательной роты управления 65-й танковой бригады                       | младший сержант |                  |            |
|         | Гусев Анатолий Дмитриевич    | командир отделения моторизованного батальона автоматчиков 65 танковой бригады.          | сержант         |                  |            |
|         | Петров Дмитрий Ананьевич     | автоматчик моторизованного батальона автоматчиков 65-й танковой бригады.                | сержант         |                  |            |
|         | Пешков Григорий Невкантьевич | автоматчик моторизованного батальона автоматчиков 65-й танковой бригады                 | старший сержант |                  |            |
|         | Сенин Филипп Васильевич      | старшина роты танкового батальона 65-й танковой бригады                                 | старшина        |                  |            |
|         | Сычёв Андрей Трофимович      | командир орудия танка Т-34 65-й танковой бригады                                        | сержант         |                  |            |
|         | Читаев Владимир Фёдорович    | старшина роты автоматчиков моторизованного батальона автоматчиков 65-й танковой бригады | старшина        |                  |            |
|         | Щеканов Николай Фёдорович    | командир отделения моторизованного батальона автоматчиков 65-й танковой бригады         | старший сержант |                  |            |
|         | Яковлев Илья Степанович      | автоматчик моторизированного батальона автоматчиков 65-й танковой бригады               | младший сержант |                  |            |

## Награды и наименования
| Награда, наименование                | Документ о награждении                      | За что получена |
| ------------------------------------ | ------------------------------------------- | --- |
| Почётное наименование «Волновахская» | Приказ ВГК от 09.10.1943 г.                 | Присвоено Приказом Народного комиссара обороны СССР за проявленную отвагу в боях за Отечество с немецкими захватчиками, за стойкость, мужество, дисциплину и организованность, за героизм личного состава при освобождении города Волноваха. |
| Орден Красного Знамени               | Указ Президиума ВС СССР от 09.08.1944 г.    | За образцовое выполнение заданий командования в боях с немецкими захватчиками при овладении городами Ковель и проявленные при этом доблесть и мужество.                                                                                      |
| Орден Суворова II степени            | Указ Президиума ВС СССР от 12.08.1944 года. | За образцовое выполнение заданий командования в боях с немецкими захватчиками, за овладение городами Седлец, Минск-Мазовецкий и Луков и проявленные при этом доблесть и мужество.                                                            |
| Орден Кутузова II степени            | Указ Президиума ВС СССР от 19.02.1945       | За образцовое выполнение заданий командования в боях с немецкими захватчиками при прорыве обороны немцев южнее Варшавы и проявленные при этом доблесть и мужество                                                                            |